# Rodney Wallace
Rodney Wallace (født 17. juni 1988 i San José, Costa Rica), er en costaricansk fodboldspiller (venstre midtbane). Han spiller for New York City FC i Major League Soccer.

## Landshold
Wallace debuterede for Costa Ricas landshold 2. september 2011 i en venskabskamp mod USA. Her scorede han det enlige mål i costaricanernes sejr på 1-0. Han var en del af landets trup til VM 2018 i Rusland.